# Голлидэй, Софья Евгеньевна
Со́фья Евге́ньевна Го́ллидэй (2 [14] декабря 1894 или 1896, Санкт-Петербург — 6 сентября 1934 или 1935, Москва) — российская и советская актриса

, подруга Марины Цветаевой.

## Биография
Родилась 2 декабря 1894 года в семье обрусевшего англичанина пианиста Евгения Голлидэя и Веры Риццони, дочери художника Павла Риццони. Перед вступлением в брак Евгений Голлидэй 9 января 1894 года принял православие.
Училась в школе драматического искусства (3-я студия) при МХАТе (ученица Е. Б. Вахтангова), с 1916 года, по приглашению К. С. Станиславского — во 2-й студии МХТа. Спектакль «Белые ночи» по повести Достоевского, в котором Голлидэй исполнила главную роль Настеньки, стал значительным событием в театральной жизни Москвы.
Марина Цветаева познакомилась с Софьей Голлидэй в декабре 1918 года. 16 июня 1919 года Марина Цветаева написала стихотворение, посвящённое Софье Голлидэй «Ландыш, ландыш белоснежный», положенное в дальнейшем на музыку и ставшее романсом. В ответном письме к Цветаевой от 1 июля 1919 года Софья написала: "Марина, когда я умру, на моём кресте напишите эти ваши стихи «Так и кончилась с припевом Моя маленькая…». Цветаева писала: «Ах, Сонечка, взять бы вас вместе с креслом и перенести в другую жизнь. Опустить, так и не сняв, посреди осьмнадцатого века, вашего века». На одной из книг, подаренных подруге, Цветаева написала «Сонечка! Ничего не случайно. Будет Вам большая сцена Театра, как уже есть сцена Жизни. М. Ц. Москва, 2 июня 1919».
Хотя Станиславский считал С. Голлидэй очень одарённым человеком, она «стремительно, вдруг, закутавшись в старый платок, уехала за каким-то красным командиром, бросив МХАТ и Станиславского… Ветром сдуло и унесло Сонечку Голлидэй в далекий Симбирск, и как ни звал ее обратно Станиславский, она не вернулась… Спустя годы Яхонтов встретил ее в провинции; она любила по прежнему своего комбрига, но плакала, вспоминая Москву».
Играла в театрах Нижнего Новгорода, Архангельска. С 1923 по 1924 год — актриса Харьковского русского драматического театра, с 1931 по 1932 год — Свердловского драматического театра, с 1932 по 1933 год — Новосибирского театра «Глобус»; также с 1932 по 1933 год играла в Новосибирском ТЮЗе, где исполняла роли травести.
Вернулась в Москву незадолго до смерти. Работала в лекционном зале чтицей классических произведений. Умерла 6 сентября 1934 года от рака, после операции в институте имени Склифосовского. Прах покоится в колумбарии Нового Донского кладбища.

## Роли в театре
- Настенька — «Белые ночи» (по повести Ф. Достоевского «Белые ночи»)
- Консуэлла — «Тот, кто получает пощёчины» (по пьесе Л. Андреева «Тот, кто получает пощёчины»)
- Лиза — «Горе от ума» (по комедии А. Грибоедова «Горе от ума»)
- Луиза — «Коварство и любовь» (по драме Ф. Шиллера «Коварство и любовь»)

## Память
Марина Цветаева посвятила ей «Повесть о Сонечке», цикл стихов «Стихи к Сонечке» и драматические пьесы «Приключение» (1918/1919), «Фортуна» (1918), «Каменный ангел» (1919), «Феникс» (1919).